# Hereford (Argentina)
Hereford é uma localidade do partido de Carlos Tejedor, da Província de Buenos Aires, na Argentina.